# Division I i bandy 1971/1972
Division I i bandy 1971/1972 var Sveriges högsta division i bandy för herrar säsongen 1971/1972. Södergruppsvinnaren Katrineholms SK lyckades vinna svenska mästerskapet efter seger med 2-0 mot norrgruppstrean Ljusdals BK i finalmatchen på Söderstadion i Stockholm den 19 mars 1972.

## Upplägg
Lag 1-4 i respektive grupp av de två geografiskt indelade 10-lagsgrupperna gick till slutspel, och lag 9-10 i respektive grupp flyttades ned till Division II.

## Förlopp
Skytteligan vanns av Lars Olsson, Sandvikens AIK med 41 fullträffar..

## Seriespelet

### Division I norra
Spelades 5 december 1971-27 februari 1972.
| Nr | Lag            | S  | V  | O | F  | +/-     | P  |
| -- | -------------- | -- | -- | - | -- | ------- | -- |
| 1  | Västanfors IF  | 18 | 14 | 1 | 3  | 91 - 55 | 29 |
| 2  | Falu BS        | 18 | 11 | 0 | 7  | 82 - 47 | 22 |
| 3  | Ljusdals BK    | 18 | 9  | 4 | 5  | 57 - 53 | 22 |
| 4  | Hammarby IF    | 18 | 9  | 3 | 6  | 64 - 43 | 21 |
| 5  | Sandvikens AIK | 18 | 8  | 2 | 8  | 71 - 58 | 18 |
| 6  | Edsbyns IF     | 18 | 8  | 2 | 8  | 67 - 65 | 18 |
| 7  | Selångers SK   | 18 | 7  | 2 | 9  | 56 - 65 | 16 |
| 8  | Brobergs IF    | 18 | 6  | 3 | 9  | 55 - 63 | 15 |
| 9  | IK Sirius      | 18 | 5  | 0 | 13 | 35 - 86 | 10 |
| 10 | Nynäshamns IF  | 18 | 3  | 3 | 12 | 38 - 81 | 9  |

### Division I södra
Spelades 5 december 1971-27 februari 1972.
| Nr | Lag             | S  | V  | O | F  | +/-     | P  |
| -- | --------------- | -- | -- | - | -- | ------- | -- |
| 1  | Katrineholms SK | 18 | 15 | 2 | 1  | 86 - 24 | 32 |
| 2  | Köpings IS      | 18 | 9  | 5 | 4  | 53 - 43 | 23 |
| 3  | IFK Kungälv     | 18 | 8  | 5 | 5  | 54 - 47 | 21 |
| 4  | Västerås SK     | 18 | 8  | 2 | 8  | 38 - 41 | 18 |
| 5  | Örebro SK       | 18 | 7  | 3 | 8  | 44 - 45 | 17 |
| 6  | Villa BK        | 18 | 6  | 4 | 8  | 54 - 47 | 16 |
| 7  | Tranås BoIS     | 18 | 5  | 4 | 9  | 39 - 55 | 14 |
| 8  | Surte SK        | 18 | 6  | 2 | 10 | 43 - 65 | 14 |
| 9  | IF Göta         | 18 | 5  | 3 | 10 | 36 - 59 | 13 |
| 10 | Lesjöfors IF    | 18 | 5  | 2 | 11 | 42 - 63 | 12 |

## Seriematcherna

### Norrgruppen
| - 5 december 1971 Edsbyns IF-Selångers SK 4-2 - 5 december 1971 Hammarby IF-Falu BS 2-4 - 5 december 1971 Ljusdals BK-Brobergs IF 5-2 - 5 december 1971 IK Sirius-Sandvikens AIK 1-4 - 5 december 1971 Västanfors IF-Nynäshamns IF 6-1 - 12 december 1971 Broberg-Sirius 4-3 - 12 december 1971 Falun-Ljusdal 2-5 - 12 december 1971 Nynäshamn-Edsbyn 3-2 - 12 december 1971 Sandviken-Västanfors 2-6 - 12 december 1971 Selånger-Hammarby 3-1 - 16 december 1971 Sirius-Nynäshamn 2-1 - 19 december 1971 Falun-Selånger 6-1 - 19 december 1971 Hammarby-Broberg 6-2 - 19 december 1971 Ljusdal-Sandviken 5-1 - 19 december 1971 Västanfors-Edsbyn 7-2 - 26 december 1971 Broberg-Falun 4-3 - 26 december 1971 Edsbyn-Sirius 5-0 - 26 december 1971 Nynäshamn-Ljusdal 2-2 - 26 december 1971 Sandviken-Hammarby 3-3 - 26 december 1971 Selånger-Västanfors 3-4 - 30 december 1971 Broberg-Edsbyn 1-5 - 30 december 1971 Falun-Sandviken 5-2 - 30 december 1971 Ljusdal-Selånger 3-2 - 30 december 1971 Sirius-Västanfors 1-4 - 31 december 1971 Hammarby-Nynäshamn 8-2 - 2 januari 1972 Edsbyn-Hammarby 1-4 - 2 januari 1972 Nynäshamn-Falun 4-3 - 2 januari 1972 Sandviken-Broberg 6-4 - 2 januari 1972 Selånger-Sirius 5-2 - 2 januari 1972 Västanfors-Ljusdal 6-2 - 6 januari 1972 Edsbyn-Sandviken 2-1 - 6 januari 1972 Ljusdal-Hammarby 2-2 - 6 januari 1972 Selånger-Nynäshamn 6-2 - 6 januari 1972 Sirius-Falun 3-2 - 6 januari 1972 Västanfors-Broberg 4-3 - 9 januari 1972 Broberg-Nynäshamn 1-2 - 9 januari 1972 Falun-Edsbyn 6-1 - 9 januari 1972 Hammarby-Västanfors 2-3 - 9 januari 1972 Ljusdal-Sirius 7-2 - 9 januari 1972 Sandviken-Selånger 6-3 - 12 januari 1972 Edsbyn-Ljusdal 9-1 - 12 januari 1972 Nynäshamn-Sandviken 0-5 - 12 januari 1972 Selånger-Broberg 4-2 - 12 januari 1972 Sirius-Hammarby 0-1 - 12 januari 1972 Västanfors-Falun 5-3 | - 23 januari 1972 Broberg-Västanfors 2-2 - 23 januari 1972 Falun-Sirius 16-0 - 23 januari 1972 Hammarby-Ljusdal 4-2 - 23 januari 1972 Nynäshamn-Selånger 5-5 - 23 januari 1972 Sandviken-Edsbyn 5-1 - 26 januari 1972 Broberg-Selånger 2-1 - 26 januari 1972 Falun-Västanfors 5-3 - 26 januari 1972 Hammarby-Sirius 2-1 - 26 januari 1972 Ljusdal-Edsbyn 4-4 - 26 januari 1972 Sandviken-Nynäshamn 8-3 - 30 januari 1972 Edsbyn-Falun 6-4 - 30 januari 1972 Nynäshamn-Broberg 1-1 - 30 januari 1972 Selånger-Sandviken 2-1 - 30 januari 1972 Sirius-Ljusdal 1-3 - 30 januari 1972 Västanfors-Hammarby 3-2 - 2 februari 1972 Edsbyn-Broberg 6-6 - 2 februari 1972 Nynäshamn-Hammarby 2-8 - 2 februari 1972 Sandviken-Falun 3-2 - 2 februari 1972 Selånger-Ljusdal 2-2 - 2 februari 1972 Västanfors-Sirius 11-4 - 6 februari 1972 Broberg-Sandviken 3-2 - 6 februari 1972 Falun-Nynäshamn 4-0 - 6 februari 1972 Hammarby-Edsbyn 3-4 - 6 februari 1972 Ljusdal-Västanfors 3-1 - 6 februari 1972 Sirius-Selånger 3-2 - 13 februari 1972 Falun-Broberg 5-3 - 13 februari 1972 Hammarby-Sandviken 4-4 - 13 februari 1972 Ljusdal-Nynäshamn 3-1 - 13 februari 1972 Sirius-Edsbyn 3-1 - 13 februari 1972 Västanfors-Selånger 5-6 - 19 februari 1972 Broberg-Hammarby 3-4 - 19 februari 1972 Edsbyn-Västanfors 4-7 - 19 februari 1972 Nynäshamn-Sirius 1-3 - 19 februari 1972 Sandviken-Ljusdal 3-5 - 19 februari 1972 Selånger-Falun 2-6 - 23 februari 1972 Broberg-Ljusdal 5-1 - 23 februari 1972 Falun-Hammarby 2-1 - 23 februari 1972 Nynäshamn-Västanfors 5-8 - 23 februari 1972 Sandviken-Sirius 10-3 - 23 februari 1972 Selånger-Edsbyn 5-4 - 27 februari 1972 Edsbyn-Nynäshamn 6-3 - 27 februari 1972 Hammarby-Selånger 7-2 - 27 februari 1972 Ljusdal-Falun 2-4 - 27 februari 1972 Sirius-Broberg 3-7 - 27 februari 1972 Västanfors-Sandviken 6-5 |

### Södergruppen
| - 5 december 1971 IF Göta-Örebro SK 3-1 - 5 december 1971 Katrineholms SK-Villa BK 4-1 - 5 december 1971 Surte SK-Köpings IS 3-3 - 5 december 1971 Tranås BoIS-IFK Kungälv 2-2 - 5 december 1971 Västerås SK-Lesjöfors IF 5-1 - 12 december 1971 Kungälv-IF Göta 5-0 - 12 december 1971 Köping-Tranås 5-3 - 12 december 1971 Lesjöfors-Katrineholm 0-6 - 12 december 1971 Villa-Surte 2-2 - 12 december 1971 Örebro-Västerås 1-2 - 19 december 1971 Katrineholm-IF Göta 2-1 - 19 december 1971 Köping-Villa 3-1 - 19 december 1971 Surte-Örebro 2-0 - 19 december 1971 Tranås-Lesjöfors 4-2 - 19 december 1971 Västerås-Kungälv 8-3 - 26 december 1971 IF Göta-Västerås 1-3 - 26 december 1971 Kungälv-Köping 3-3 - 26 december 1971 Lesjöfors-Surte 3-1 - 26 december 1971 Villa-Tranås 3-1 - 26 december 1971 Örebro-Katrineholm 1-5 - 30 december 1971 Katrineholm-Västerås 3-0 - 30 december 1971 Köping-Lesjöfors 2-3 - 30 december 1971 Surte-Kungälv 2-3 - 30 december 1971 Tranås-Örebro 1-5 - 30 december 1971 Villa-IF Göta 4-0 - 2 januari 1972 IF Göta-Tranås 2-1 - 2 januari 1972 Kungälv-Katrineholm 4-4 - 2 januari 1972 Lesjöfors-Villa 4-6 - 2 januari 1972 Västerås-Surte 2-0 - 2 januari 1972 Örebro-Köping 1-1 - 6 januari 1972 IF Göta-Lesjöfors 4-2 - 6 januari 1972 Katrineholm-Köping 10-3 - 6 januari 1972 Kungälv-Örebro 2-1 - 6 januari 1972 Surte-Tranås 2-6 - 6 januari 1972 Västerås-Villa 4-4 - 9 januari 1972 Köping-IF Göta 3-3 - 9 januari 1972 Lesjöfors-Kungälv 2-2 - 9 januari 1972 Surte-Katrineholm 1-8 - 9 januari 1972 Tranås-Västerås 5-0 - 9 januari 1972 Villa-Örebro 1-3 - 12 januari 1972 IF Göta-Surte 4-5 - 12 januari 1972 Katrineholm-Tranås 7-0 - 12 januari 1972 Kungälv-Villa 3-1 - 12 januari 1972 Västerås-Köping 2-4 - 12 januari 1972 Örebro-Lesjöfors 2-1 | - 23 januari 1972 Köping-Katrineholm 0-2 - 23 januari 1972 Lesjöfors-IF Göta 5-2 - 23 januari 1972 Tranås-Surte 3-4 - 23 januari 1972 Villa-Västerås 4-1 - 23 januari 1972 Örebro-Kungälv 3-3 - 26 januari 1972 Köping-Västerås 0-1 - 26 januari 1972 Lesjöfors-Örebro 1-3 - 26 januari 1972 Surte-IF Göta 4-1 - 26 januari 1972 Tranås-Katrineholm 2-1 - 26 januari 1972 Villa-Kungälv 6-4 - 30 januari 1972 IF Göta-Köping 0-5 - 30 januari 1972 Katrineholm-Surte 5-0 - 30 januari 1972 Kungälv-Lesjöfors 3-2 - 30 januari 1972 Västerås-Tranås 3-1 - 30 januari 1972 Örebro-Villa 6-2 - 2 februari 1972 IF Göta-Villa 3-3 - 2 februari 1972 Kungälv-Surte 5-0 - 2 februari 1972 Lesjöfors-Köping 2-3 - 2 februari 1972 Västerås-Katrineholm 1-4 - 2 februari 1972 Örebro-Tranås 2-2 - 6 februari 1972 Katrineholm-Kungälv 4-1 - 6 februari 1972 Köping-Örebro 5-2 - 6 februari 1972 Surte-Västerås 3-0 - 6 februari 1972 Tranås-IF Göta 3-3 - 6 februari 1972 Villa-Lesjöfors 7-3 - 13 februari 1972 Katrineholm-Örebro 5-3 - 13 februari 1972 Köping-Kungälv 3-2 - 13 februari 1972 Surte-Lesjöfors 3-9 - 13 februari 1972 Tranås-Villa 3-2 - 13 februari 1972 Västerås-IF Göta 0-1 - 19 februari 1972 IF Göta-Katrineholm 1-7 - 19 februari 1972 Kungälv-Västerås 1-0 - 19 februari 1972 Lesjöfors-Tranås 6-0 - 19 februari 1972 Villa-Köping 2-6 - 19 februari 1972 Örebro-Surte 6-5 - 23 februari 1972 IF Göta-Kungälv 5-3 - 23 februari 1972 Katrineholm-Lesjöfors 6-2 - 23 februari 1972 Surte-Villa 4-2 - 23 februari 1972 Tranås-Köping 1-1 - 23 februari 1972 Västerås-Örebro 2-1 - 27 februari 1972 Kungälv-Tranås 5-1 - 27 februari 1972 Köping-Surte 3-2 - 27 februari 1972 Lesjöfors-Västerås 4-4 - 27 februari 1972 Villa-Katrineholm 3-3 - 27 februari 1972 Örebro-IF Göta 3-2 |

## Slutspel om svenska mästerskapet 1972

### Kvartsfinaler (bäst av tre matcher)
- 1 mars 1972: Köpings IS-Ljusdals BK 2-5
- 1 mars 1972: Västanfors IF-Västerås SK 2-3
- 1 mars 1972: Katrineholms SK-Hammarby IF 6-1
- 1 mars 1972: Falu BS-IFK Kungälv 4-3

- 5 mars 1972: Ljusdals BK-Köpings IS 3-0
- 5 mars 1972: Västerås SK-Västanfors IF 1-4
- 5 mars 1972: Hammarby IF-Katrineholms SK 3-2
- 5 mars 1972: IFK Kungälv-Falu BS 5-3

- 7 mars 1972: Västerås SK-Västanfors IF 2-4 (Eskilstuna)
- 7 mars 1972: Hammarby IF-Katrineholms SK 1-5 (Uppsala)
- 7 mars 1972: Falu BS-IFK Kungälv 4-1 (Örebro)

### Semifinaler (bäst av tre matcher)
- 10 mars 1972: Ljusdals BK-Västanfors IF 8-3
- 10 mars 1972: Falu BS-Katrineholms SK 2-0

- 12 mars 1972: Västanfors IF-Ljusdals BK 1-3
- 12 mars 1972: Katrineholms SK-Falu BS 6-2

- 12 mars 1972: Falu BS-Katrineholms SK 1-3 (Västerås)

### Final
- 19 mars 1972: Katrineholms SK-Ljusdals BK 2-0 (Söderstadion, Stockholm)

## Svenska mästarna
Mall:KSK Bandy 1971/1972